# Trypanosoma haploblephari
Trypanosoma haploblephari is een soort in de taxonomische indeling van de Euglenozoa. Deze micro-organismen zijn eencellig en meestal rond de 15-40 micrometer groot. Het organisme komt uit het geslacht Trypanosoma en behoort tot de familie Trypanosomatidae. Trypanosoma haploblephari werd in 2006 ontdekt door Yeld & Smit.